# سلسلة جبال هامرسلي

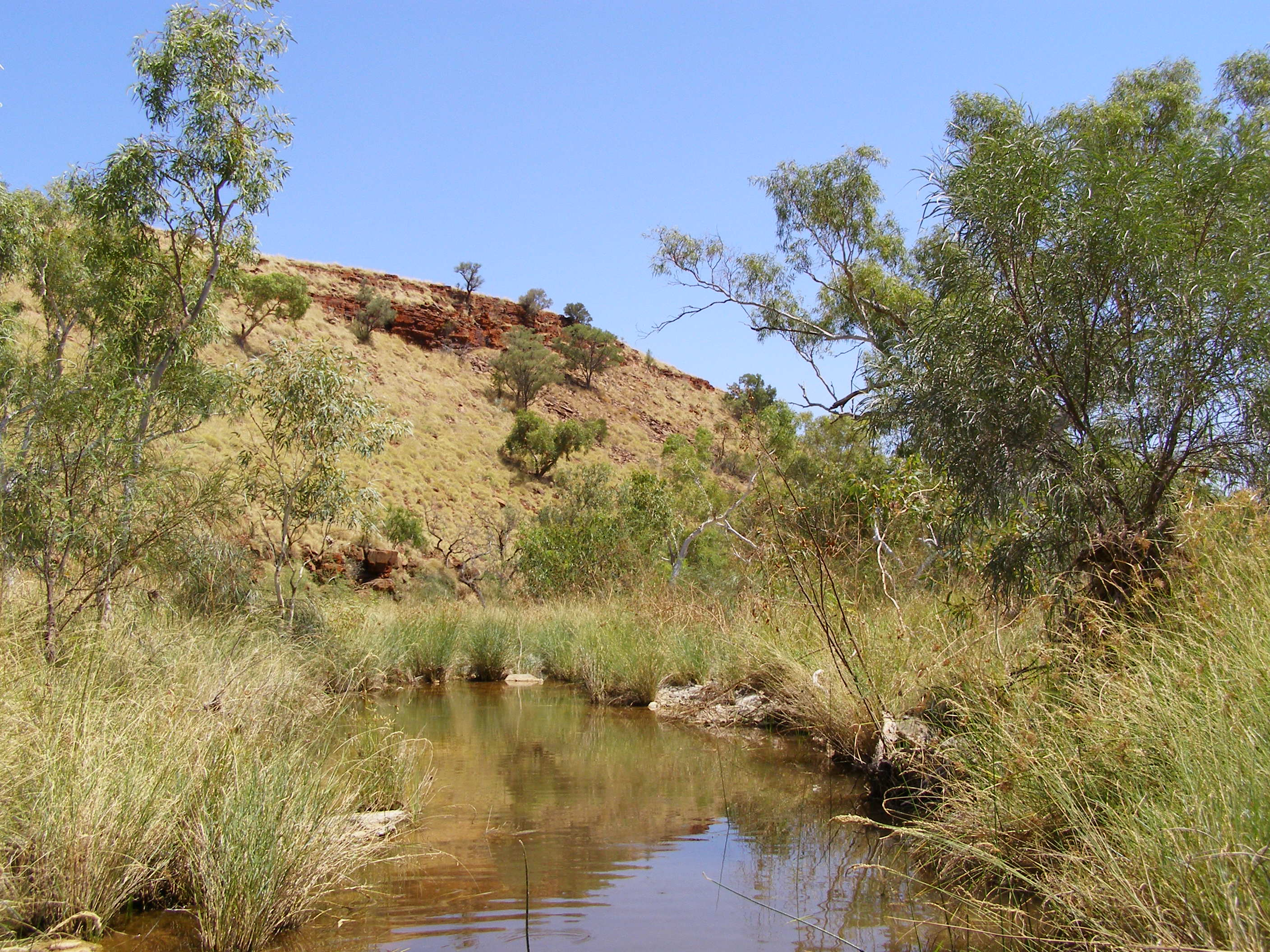
سلسلة جبال هامرسلي ، منطقة بيلبارا

سلسلة جبال هامرسلي هي منطقة جبلية في منطقة بيلبرا بغرب أستراليا. تم تسميتها في 12 يونيو 1861 من قبل المستكشف فرانسيس توماس جريجوري نسبة إلي إدوارد هامرسلي، المروج البارز لرحلته الاستكشافية إلى الشمال الغربي. تقع Juukan Gorge ضمن السلسلة، حوالي 60 كم من بلدة توم برايس، وكذلك حديقة كارييجيني الوطنية.